# Moira Lister
Moira Lister, född 6 augusti 1923 i Kapstaden, Västra Kapprovinsen, död 27 oktober 2007 i samma stad, var en sydafrikansk-brittisk skådespelerska.

## Rollista i urval
- 1949 – Vilse i London
- 1951 – Mon phoque et elles
- 1953 – Det grymma havet
- 1964 – Den gula Rolls-Roycen
- 1967 – Dubbelgångaren
- 1967 – The Avengers (TV-serie)
- 1980 – Ett gott skratt... (TV-serie)
- 1989 – Så var det ingen kvar
- 2000 – The 10th Kingdom (TV-serie)
- 2007 – Flood